# さよならリグレット
「さよならリグレット」は日本のロックバンド、くるりの20枚目のシングル。2008年9月3日に発売された。発売元はSPEEDSTAR RECORDS。

## 概要
- 前作から約1年振りのシングル。2008年内完全限定生産。
- 自身がプロデュースする音楽フェスティバル「京都音楽博覧会」を記念した作品。

## 収録曲
1. さよならリグレット（作詞・作曲：岸田繁／編曲：Quruli Eclectic Quartet）[1]
  - 土岐麻子がゲストコーラスとして参加している。
2. 京都の大学生（作詞・作曲：岸田繁／編曲：Quruli Eclectic Quintet[2]）
  - くるり曲の中では珍しい京言葉および女性目線の歌詞[3]。歌詞は岸田がスウェーデンのストックホルムを旅行した時に思い浮かんだとされる。[4]プロデュースに内橋和久を迎えている。
3. pray（作詞・作曲：岸田繁／編曲：くるり）
  - 『ワルツを踊れ Tanz Walzer』のアウトテイク[5]。
4. ばらの花 feat. 小田和正 from 京都音楽博覧会2007（作詞・作曲：岸田繁／編曲：くるり、佐橋佳幸、小田和正）
  - ボーナストラック。当初、昨年のパシフィコ横浜公演での最終演奏曲「ブレーメン Encore」のライブ音源を収録予定。後に、昨年の京都音楽博覧会で小田和正とのコラボレーション「ばらの花」を収録される[6][7]。

## タイアップ
- ハウス食品「ジャワカレー」CMソング (#1)
- MUSIC ON! TVドラマ『後楽園の母』主題歌 (#3)